# Українські студентські громади
Українські студентські громади (УСГ) — організації українського студентства в Російській імперії.
Створювалися у кін. 19-на поч. 20 ст. за національним принципом. Були виразниками інтересів українського студентства, осередками національного життя та культури. Перша УСГ була створена в 1893 у Києві. Згодом такі студентські організації засновано у Харкові (1897), Москві (1898), Петербурзі (1898), Тарту (1898), Варшаві (1901), Одесі (1902).
На поч. 20 ст. УСГ об'єднували 260 студентів, їх членами були активні діячі соціал-демократичних гуртків, РУП, УПСР.
Спочатку УСГ діяли нелегально, у тісному контакті з політичними партіями. Після 1905 українські студенти легалізували свою діяльність і намагалися займатись в основному проблемами студентства. Це призвело до зростання кількості членів УСГ, яких у 1908 налічувалося бл. 1000 чол., зокрема у Москві — 250 чол., Харкові — 150 чол., Києві — 130 чол., Варшаві — 120 чол., Петербурзі — 100 чол., Тарту — 98 чол., Одесі — 64 чол., Томську — 40 чол.
Для узгодження роботи різних УСГ відбувалися з'їзди їх делегатів у 1891, 1899 і 1908 у Києві, 1901 у Полтаві, 1904 у Петербурзі. У 1913 для координації діяльності УСГ створено Головну Раду, яка видавала у 1913-14 неперіодичний часопис «Український студент».
УСГ мали тісні зв'язки з українськими студентами Галичини і Буковини. Найактивніше діяла УСГ у Петербурзі. У 1913 мала 300 чол., серед її членів були Д. Дорошенко, Д. Донцов, М. Скрипник, С. Шемет. Громада проводила національно-виховну роботу серед студентських земляцтв, організовувала лекції, вечори, мала хор. У першій пол. 20 ст. українське студентство в еміграції також об'єднувалося в УСГ.